# Днестровская ГЭС-2
Днестровская ГЭС-2 — гидроэлектростанция на территории Украины (с. Нагоряны, Винницкая область), на реке Днестр. Расположена на двадцать километров ниже по течению Днестровской ГЭС-1.

## Общие сведения
Строительство начато в 1982 году. В августе 1999 г. был пущен 1 агрегат. Последний 3 агрегат был пущен в декабре 2002 г.
В состав сооружений гидроузла входят:
- здание ГЭС;
- бетонная водосливная плотина;
- здание монтажной площадки;
- сопрягающие устои, береговые каменно-земляные плотины.

Суммарная установленная мощность станции — 40,8 МВт (3х13,6 МВт). В результате сооружения Днестровской ГЭС-2, было образовано Днестровское буферное водохранилище протяжённостью 8 километров.
Буферное водохранилище Днестровской ГЭС-2 предназначено для обеспечения необходимого уровня воды при работе Днестровской ГАЭС.
До пуска первого агрегата Днестровской ГАЭС в 2009 году работала на пониженной фактической мощности в 15 МВт.

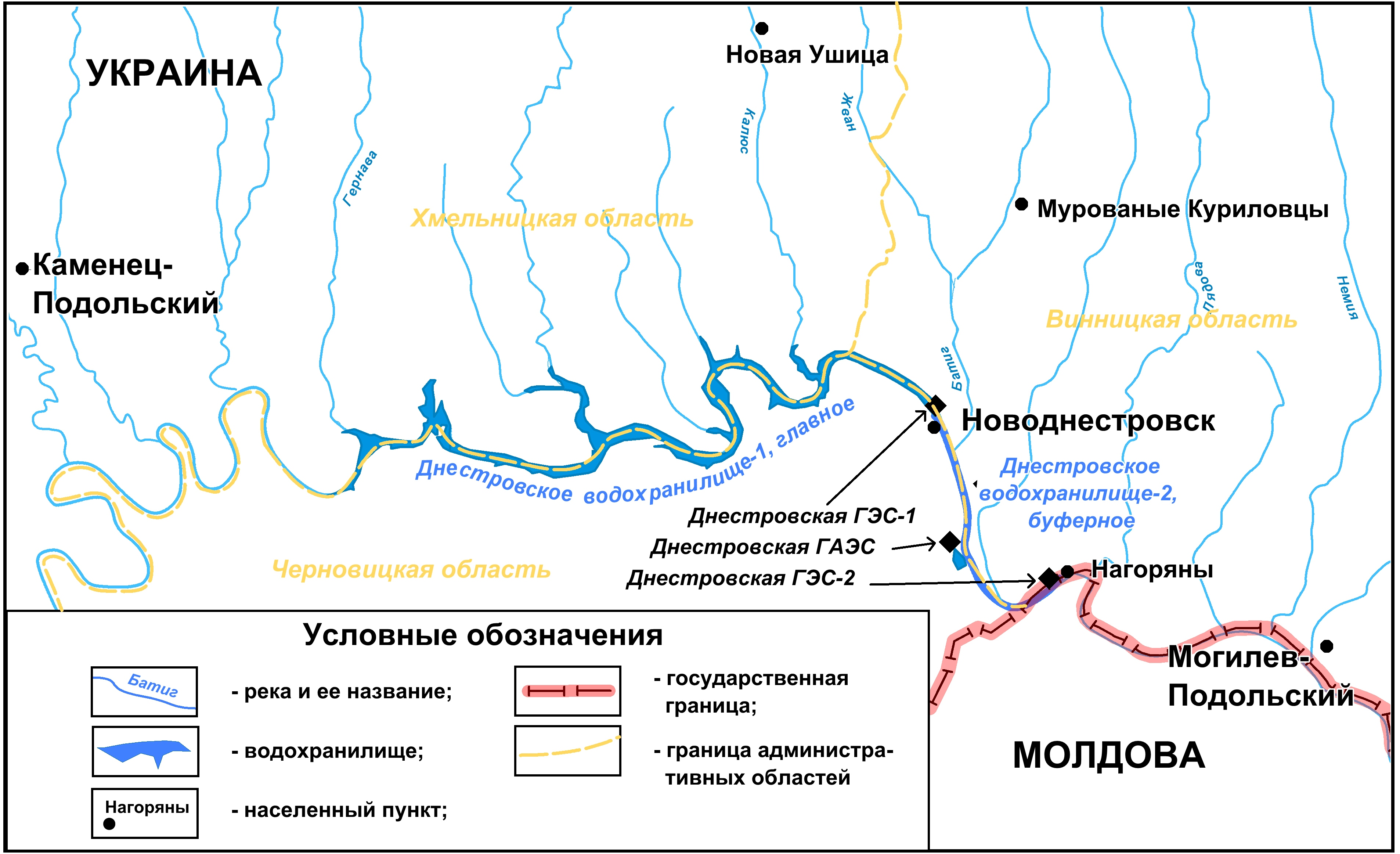
Днестровская ГЭС-1, Днестровская ГЭС-2 и Днестровская ГАЭС